# O Granadeiro

O Granadeiro : historia d'um assassino foi um número único, publicado em Lisboa no mês de Fevereiro de 1908, assinado por Alfredo Cândido e Maurício Pimenta. No cabeçalho deste número único, além da data e preço (40 reis) lê-se por baixo da propriedade da publicação o seguinte parenteses : “publicado em comemoração ao enterro da ditadura” percebendo-se na imagem que se segue que tal referência diz respeito ao acusado de ditador João Franco, o granadeiro.